# 朱莉·凯夫纳
朱莉·德博拉·凯夫纳（Julie Deborah Kavner，1951年9月7日—），是一位获得了艾美奖的美国女演员。《辛普森一家》中由她配音的玛琦·辛普森也许是她最著名的角色。凯夫纳出演过多部伍迪·艾伦导演的电影，并在1970年代的电视剧《罗达》中饰演布伦达·摩根斯顿。